# Markus Ragger
Markus Ragger (Klagenfurt, 5 febbraio 1988) è uno scacchista austriaco.
Grande maestro dal 2008, ha vinto tre volte consecutive il Campionato austriaco (2008, 2009 e 2010).
Ha partecipato con la nazionale austriaca a sei Olimpiadi degli scacchi dal 2008 al 2018, sempre in prima scacchiera, realizzando complessivamente +28 =26 –8 .
Ha raggiunto il massimo rating FIDE nel febbraio 2017, con 2703 punti Elo, 1º in Austria e 41º al mondo .
Alcuni altri risultati:
- 2004:  vince il campionato under-16 dell'Unione europea a Mureck;[5]
- 2011:  1º-4º con Oleksandr Areščenko, Parimarian Negi e Jurij Kuzubov nel Parvsnath Open di Nuova Delhi;[6]
- 2012:  vince il forte Husek Open di Vienna;[7]
- 2015:  vince l'ultima edizione della Politiken Cup
- 2017:  si classifica 1º-2º nel Torneo Tata Steel Challengers con 9 punti su 13, superato solo per spareggio tecnico da Gawain Jones;[8]